# Artem Sitak
Artem Yurievich Sitak (Orenburg, 8 de Fevereiro de 1986) é um tenista profissional neozelandês.

## ATP finais

### Duplas: 4 (2 títulos, 2 vices)
| Legenda                           |
| --------------------------------- |
| Grand Slam (0–0)                  |
| ATP World Tour Finals (0–0)       |
| ATP World Tour Masters 1000 (0–0) |
| ATP World Tour 500 Series (0–0)   |
| ATP World Tour 250 Series (2–2)   |

| Finais por Piso |
| --------------- |
| Duro (1–1)      |
| Saibro (1–1)    |
| Grama (0–0)     |
| Carpete (0–0)   |

| Posição | N. | Data              | Torneio                                       | Piso     | Parceiro          | Oponentes                             | Placar                |
| ------- | -- | ----------------- | --------------------------------------------- | -------- | ----------------- | ------------------------------------- | --------------------- |
| Campeão | 1. | 13 Julho 2014     | MercedesCup, Stuttgart, Alemanha              | Saibro   | Mateusz Kowalczyk | Guillermo García-López Philipp Oswald | 2-6, 6-1, [10-7]      |
| Campeão | 2. | 8 Fevereiro 2015  | Open Sud de France, Montpellier, França       | Duro (i) | Marcus Daniell    | Dominic Inglot Florin Mergea          | 3–6, 6–4, [16–14]     |
| Vice    | 1. | 15 Fevereiro 2015 | Memphis Open, Memphis, EUA                    | Duro (i) | Donald Young      | Mariusz Fyrstenberg Santiago González | 7–5, 6–7(1–7), [8–10] |
| Vice    | 2. | 26 Abril 2015     | BRD Năstase Țiriac Trophy, Bucareste, Romênia | Saibro   | Nicholas Monroe   | Marius Copil Adrian Ungur             | 6–3, 5–7, [15–17]     |